# Athol Meech
Athol Charles Meech (ur. 28 marca 1907 w Ottawie, zm. 2 sierpnia 1981 w Lake Scugog) – kanadyjski wioślarz, brązowy medalista olimpijski.
Wystąpił na igrzyskach olimpijskich w Amsterdamie w 1928, gdzie Kanadyjczycy w składzie: Frederick Hedges, Frank Fiddes, John Hand, Herbert Richardson, Jack Murdoch, Athol Meech, Edgar Norris, William Ross i John Donnelly (sternik) zdobyli brązowy medal w ósemkach. W półfinale walkę o awans przegrali o 1,8 sekundy z reprezentacją USA, która ostatecznie zdobyła złoty medal. Był to jego jedyny start olimpijski.
Reprezentował barwy Argonaut Rowing Club.